# Inja Zalta
Inja Zalta, slovenska televizijska igralka in fotomodel, * ca.1994
Najbolj je znana kot glavna igralka televizijske nadaljevanke Usodno vino. Leta 2018 je vložila tožbo proti trgovskemu podjetju Drogerie Markt zaradi prenizkega honorarja za katalog »oktober 2016«.

### Fotomodel
Leta 2014 je pozirala kot sanjsko dekle za slovenski Playboy. Pojavila se je v koledarju Mobihel 2016 fotografinje Lidije Mataja.

### Lepotna tekmovanja
Osvojila je naslov Naj smrklja 2008. Leta 2010 je postala miss fotogeničnosti na tekmovanju Lepa soseda. Zmagala je na natečaju Obraz blagovne znamke Lencia 2012 Zlatarne Celje. Tekmovala je na Miss Earth Slovenije 2012 in Miss Gaming Slovenia 2013.

## Nagrade in priznanja
- Elle Style Awards 2016 - medijski obraz[12]

## Filmografija
- Usodno vino (tv serija, 2015–2017)
- Oxygen - BeMy (videospot, 2016, režija: Mitja Okorn)[4]
- Kdo je ubil Anastazijo Elster? (kratki film, 2015)
- Všečkana (kratki film, 2015)